# Комнина
Комнина (раније Учини или Уџана, грч. Κομνηνά) је село на у општини Еордеја, периферије Западна Македонија у Грчкој. Налази се на надморској висини од 680 m и према попису из 2021. године имало је 517 становника.
У византијско доба се звало Палеохори, а свој данашњи назив добило је по Великим Комнинима који су владали Трапезунтским царством од којих становници овог села верују да воде порекло. До 1924. године село је било насељено турским становништвом.